# Khorinsk
Khorinsk (en russe : Хо́ринск, en bouriate : Хори, Khori) est un village, centre administratif de la commune rurale de Khorinsk et du raïon de Khorinsk de Bouriatie, en Russie. Sa population s'élevait à 8 650 habitants au recensement de 2021.

## Géographie
Le village de Khorinsk se situe en Bouriatie, une république de Russie située en Transbaïkalie, région de Sibérie orientale à l'est du lac Baïkal. Il fait partie du district fédéral extrême-oriental. Centre administratif du raïon de Khorinsk, un raïon de la république, il est aussi le centre administratif du l'établissement rural de Khorinsk, une municipalité du raïon,.   
Le fuseau horaire du village est MSK+5 (heure d'Irkoutsk). Le décalage horaire appliqué par rapport au temps universel coordonné est +09:00.  

## Démographie
Recensements (*) et estimations de la population:
| 1959* | 1970* | 1979* | 1989* |
| ----- | ----- | ----- | ----- |
| 3 450 | 6 510 | 7 255 | 8 661 |

| 2002 * | 2010* | 2021* | - |
| ------ | ----- | ----- | - |
| 8 080  | 8 138 | 8 650 | - |